# Tomas Lindahl
Thomas Robert Lindahl (* 28. ledna 1938 Stockholm) je švédský vědec.

## Život
Vystudoval Karolinska Institutet ve Stockholmu, kde získal doktorát v roce 1967. Po postdoktorském výzkumu na Princetonské univerzitě v New Jersey a na Rockefellerově univerzitě v New Yorku se stal profesorem lékařské a fyziologické chemie na Univerzitě v Göteborgu ve Švédsku. Od roku 1981 pracoval v Cancer Research UK v Clare Hall Laboratories, Hertfordshire ve Velké Británii.

## Profesní život
Od poloviny 70. let studoval bakterie, pomocí kterých prokázal, jak určité proteinové molekuly opravují enzymy, odstraňují a nahrazují poškozené části DNA. Tyto objevy zvýšily povědomost o tom, jak živé buňky fungují, jaké jsou příčiny rakoviny a procesy stárnutí.

## Ocenění
V roce 2015 získal Nobelovu cenu za chemii, a to společně s Paulem Modrichem a Azizem Sancarem za výzkum v oblasti oprav deoxyribonukleové kyseliny (DNA).